# Суріявева (підрозділ окружного секретаріату)
Підрозділ окружного секретаріату Суріявева — підрозділ окружного секретаріату округу Хамбантота, Південна провінція, Шрі-Ланка. Складається з 56 Грама Ніладхарі.